# Stomatodynia
 Stomatodynia – zaburzenie czynnościowe, które charakteryzuje się pieczeniem, paleniem, kłuciem, drętwieniem różnych okolic jamy ustnej, często połączone z zaburzeniami smaku i wydzielania śliny. Wyżej wymienione dolegliwości mogą dotyczyć tylko języka (jego końca, brzegów, rzadko grzbietu), wówczas określa się je nazwą glossodynia.
Wyróżnia się stomatodynię:
- samoistną – przyczyny nieznane,
- wtórną, objawową – przyczyny miejscowe lub ogólnoustrojowe[2].

Przyczyny miejscowe pieczenia błony śluzowej:
- obecność prądów elektrogalwanicznych w jamie ustnej związanych z obecnością różnoimiennych metali (wypełnienia, korony),
- zły stan higieny jamy ustnej,
- brak sanacji jamy ustnej,
- drażnienie błony śluzowej przez uzupełnienia protetyczne o podłożu mechanicznym, chemicznym i alergicznym,
- pewne pokarmy np. fistaszki[3],
- wpływ niektórych leków stosowanych miejscowo,
- zespół Costena.

Utrata zębów i brak uzupełnień protetycznych oraz źle wykonane lub zbyt stare uzupełnienia protetyczne, głównie ruchome mogą spowodować obniżenie wysokości zwarciowo-zgryzowej i w konsekwencji zmiany w stawach skroniowo-żuchwowych, drażnienie nerwu skroniowo-żuchwowego przenoszącego oraz pośrednio nerwu językowego. W efekcie pojawiają się wyżej wymienione dolegliwości.
Przyczyny ogólnoustrojowe:
- zaburzenia neurowegetatywne i psychogenne, stany depresyjne, lękowe, stres,
- niedokrwistość niedobarwliwa,
- niedokrwistość Addisona-Biermera związana z niedoborem witaminy B12,
- infekcje bakteryjne, wirusowe i grzybicze,
- czynniki alergiczne – pokarmowe i lekowe,
- choroby przewodu pokarmowego głównie związane z zaburzeniami wchłaniania witamin z grupy B,
- Zespół Plummera-Vinsona, charakteryzujący się dużym niedoborem żelaza w organizmie, trudnościami z połykaniem pokarmów i bólem języka,
- choroby przebiegające z niedoborem śliny jak cukrzyca, choroba Mikulicza, zespół Sjögrena,
- niedobór witamin z grupy B, witaminy PP (B3, niacyna), kwasu foliowego,
- kancerofobia,
- zaburzenia hormonalne związane z menopauzą, nadczynność tarczycy[4] ,
- wiek – u osób starszych występują zmiany zanikowe i zwyrodnieniowe błony śluzowej, co w połączeniu ze zmianami miażdżycowymi w naczyniach krwionośnych prowadzi do gorszego ukrwienia tkanek i suchości błony śluzowej[4] .

Mimo dokuczliwych objawów subiektywnych u wielu pacjentów badaniem klinicznym stwierdza się tylko niewielkie zmiany wewnątrzustne. Błona śluzowa jest najczęściej bladoróżowa, zanikowa, podsychająca. Język wygładzony, brodawki języka przeważnie niezmienione.
Ból występujący w stomatodynii najczęściej jest samoistny o różnym nasileniu.
Obserwuje się  trzy typy stomatodynii:
- rano brak objawów,
- stałe dolegliwości przez cały dzień,
- dolegliwości przez cały dzień z przerwami[1].

W niektórych postaciach stomatodynii, które mają określoną przyczynę, obraz kliniczny jest wyraźny i charakterystyczny.
- W niedoborze witamin z grupy B język pozbawiony brodawek nitkowatych i grzybowatych jest wygładzony, żywoczerwony i obrzęknięty, a na jego brzegach obserwuje się ślady odciśniętych zębów.
- W pelagrze, która jest chorobą z niedoboru witaminy PP, występuje przekrwienie błony śluzowej jamy ustnej, język pokrywa się ciemnym nalotem, który trudno usunąć z powierzchni lub odwrotnie, jest gładki i błyszczący.
- W niedokrwistości Addisona-Biermera język jest czerwony, występuje objaw Arndta – przy wysunięciu języka na jego powierzchni powstają przemijające smugi.
- W ostrej, zanikowej postaci grzybicy (kandydozy), która występuje czasem po antybiotykoterapii z powodu innych schorzeń ogólnych również ma charakterystyczny obraz. Obserwuje się intensywnie czerwone zabarwienie śluzówki jamy ustnej, zmiany zanikowe brodawek języka dają obraz wygładzonego języka. Z powodu suchości czasem widać pęknięcia i nadżerki błony śluzowej. Pacjent zgłasza objawy pieczenia języka i innych obszarów wewnątrz jamy ustnej i dużą wrażliwość na pokarmy kwaśne i ostre[5].

Leczenie stomatodynii jest trudne i najczęściej wymaga współpracy wielu specjalistów. Konieczne jest usunięcie przyczyn miejscowych, pełna sanacja jamy ustnej, przeprowadzenie dokładnego wywiadu i wykonanie badań pomocniczych w celu wykluczenia chorób ogólnych. Dla złagodzenia objawów stosuje się płukanki ziołowe o działaniu powlekającym i nawilżającym, używa środków wzmagających wydzielanie śliny, a w przypadku grzybicy poantybiotykowej leki przeciwgrzybicze.